# Paul Stalteri
Paul Stalteri   (Etobicoke, 18 d'octubre de 1977) és un exfutbolista canadenc de la dècada de 2000.
Fou 84 cops internacional amb la selecció del Canadà.
Pel que fa a clubs, destacà a Werder Bremen, Tottenham Hotspur i Borussia Mönchengladbach.